# Clive Sinclair (autor)
Clive John Sinclair (19 febrer 1948 – 5 març 2018) fou un autor britànic de novel·les, assajos, llibres de viatges i històries curtes. De la seva producció destaquen The Lady with the Laptop, Bedbugs, o la biografia del premi Nobel Isaac Bashevis Singer.

## Biografia
Sinclair va néixer a Hendon, al nord de Londres, al sí d'una família jueva anomenada originalment Smolensky.
Va estudiar a la Universitat de East Anglia, a la Universitat de Califòrnia, Santa Cruz, i a la Universitat de Exeter. A la Universitat de East Anglia va treure’s el doctorat amb una biografia literària dels germans Singer, el premi Nobel Isaac Bashevis Singer i Israel Joshua Singer, que es publicà al 1983 sota el títol The Brothers Singer.
La seva carrera literària va començar amb històries curtes que van aparèixer en revistes i diaris. El 1973 publica la seva primera novel·la, Bibliosexuality. En una entrevista l'any 2012 afirmava que "la veritat és jo sempre ha estat un escriptor d'història curta més que un novel·lista. Bibliosexuality era al principi una col·lecció d'històries curtes sobre un tal David Drollkind. Margaret Busby va dir que el publicaria si podia trobar una manera d'enllaçar-los. Així és com es va convertir en una novel·la." Tanmateix, Sinclair va desdir-se’n posteriorment i mai va accedir a que es tornés a publicar.
El 1981 publica la col·lecció de relats breus Hearts of Gold, que suposa el seu reconeixement com a escriptor, i amb la que va guanyar guanyant el mateix any el Somerset Maugham Award.
El 1983 va ser inclòs a la llista de Millors Novel·listes Britànics de Granta, junt amb Pat Barker, Julian Barnes, Martin Amis i Salman Rushdie. Aquell mateix any és escollit Fellow of the Royal Society of Literature.
Entre 1983 i 1987, fou editor literari a la Crònica jueva. El 1988 fou l'escriptor convidat en residència pel British Council a la Universitat d'Uppsala, Suècia.
Al 1996 va ser el British Library Penguin Writer's Fellow.
Les seves històries, entrevistes, literatura de viatges i ressenyes van aparèixer en una àmplia gamma de publicacions, com ara Encounter, The Year’s Best Horror Stories, New Review, London Magazine, Penthouse, Club International, Transatlantic Review, Lilith, Monat, The Guardian, The Independent, Contrappasso Magazin o The Times Literary Supplement.
Durant tota la seva vida va exercir com a professor visitant, sobretot a la Universitat d'East Anglia, però també a la Universitat de Califòrnia, Santa Cruz. Els seus temes especials coma professor visitant eren ficció gòtica, escriptura creativa, ficció detectivesca, i literatura d'Holocaust.
El 1998 publica A Soap Opera from Hell, on explora la tràgica pèrdua de la seva primera dona i d'alguns familiars propers en un breu període.
Va morir el març de 2018, als 70 anys, de càncer de pròstata. La col·lecció de relats pòstuma Shylock Must DIe –basat el caràcter Shylock dins Shakespeare al El Mercader de Venècia– va ser publicada el juliol de 2018.

## Temàtica
Segons l'article que el Dr. Guy Woodward va fer per a la fitxa de Sinclair al British Council, “Descaradament erudites, sovint macabres i deliberadament obtuses de vegades, les novel·les i narracions postmodernes de Clive Sinclair aborden situacions incòmodes amb entusiasme, delectant-se en la molèsties corporals, tensions sexuals i complicacions i estranyeses socials. Sinclair descriu la major part de la seva obra com 'una fusió entre tragèdia i farsa', i potser la predilecció britànica pel realisme l'ha impedit assolir l'èxit popular d'alguns contemporanis. Fora del corrent de la ficció anglesa, la seva obra és cosmopolita i reflecteix el temps que ha passat als Estats Units, Mèxic, Israel i Egipte”.
Des del començament, la sexualitat esdevé explícita, i no poques vegades és abordada des d'angles controvertits, com la violació o la pedofília. La sàtira és un altre component important, com els retrats que fa de l'àmbit acadèmic, etc.
Un tema clau també en la seva obra és el judaisme, el fet de ser jueu, les seves arrels, l'Estat d'Israel o la diàspora són comuns a molts dels seus relats o novel·les. “Malgrat els primers intents de resistir la influència dels seus antecedents, la història i la cultura jueves proporcionen un context ric del qual ha sorgit bona part de la seva ficció i la no ficció, on sovint ha explorat les tensions entre identitats angleses i jueves i ha perseguit els seus interessos en la història jueva europea i anglesa abans de l'holocaust”.
Podem trobar la seva visió i el seu pare sobre Israel i la relació entre Israel i el judaisme en el seu llibre de viatges Diàspora Blues (1987). En aquest llibre escriu: “sóc un forà, un nou vingut, de la mateixa manera que sóc un exiliat del meu passat, del qual alguna ocasional paraula en yiddish n'és el recordatori. La meva escriptura és la recerca d'un lloc on pugui sentir-me com a casa, on la meva cultura no es posi en qüestió. Com que no m’interessa ni l'atavisme sentimental ni les visions utòpiques, encara no l'he trobat, però si ho fes, sobre què hauria ja d'escriure?”.
Sinclair i la seva visió personal del judaisme i el sionisme no han estat lliures de crítiques per part d'altres autors jueus. A rel de les novel·les Blood Libels i Cosmetic Effects, per exemple, fou criticat com per l'exposició del auto-menyspreu jueu.
Altres temes, com el concepte d'autor, la seva família i les vivències personals, l'Oest americà, l'Holocaust, el mal o l'altre són temes comuns també en la seva obra.

## Obra

### Novela
- Bibliosexuality: A novel. London: Allison and Busby, 1973.
- Blood Libels. London: Allison and Busby, 1985. New York: Farrar, Straus, Giroux, 1986.
- Cosmetic Effects. London, 1991.
- Augustus Rex: A Novel. London: Andre Deutsch, 1992.
- Meet the Wife. London: Picador, 2002.

### Relats
- Hearts of Gold. London: Allison and Busby, 1979.
- Bedbugs. London: Allison and Busby, 1982.
- The Lady with the Laptop and Other Stories. London: Picador, 1996.
- For Good or Evil: Collected Stories. London: Picador, 1998.

### Biografia
- The Brothers Singer (a biography of Isaac Bashevis Singer, I. J. Singer, and Esther Kreitman). London; Allison & Busby (distributed in the US by Schocken Books), 1983.

### Literatura de viatges
- Diaspora Blues: A View of Israel, London: William Heinemann Ltd, 1987
- Clive Sinclair's True Tales of the Wild West. London: Picador, 2008.

### Assaig
- A Soap Opera From Hell: Essays on the Facts of Life and the Facts of Death. London: Picador, 1998.

## Premis
- 1981: Somerset Maugham Award (per Hearts of Gold)
- 1997: Macmillan Silver Pen Award (per The Lady with the Laptop and Other Stories)
- 1997: Jewish Quarterly-Wingate Prize (per The Lady with the Laptop and Other Stories)